# Mundbogen

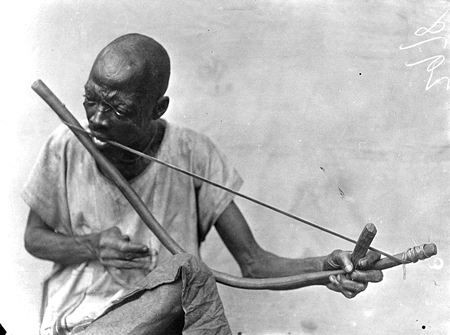
Afrikanischer Mundbogenspieler im Bundesstaat Cross River in Nigeria um 1910

Der Mundbogen ist ein einfaches Saiteninstrument, das aus einer oder selten bis zu drei Saiten besteht, die an einem biegsamen Saitenträger, meist einem gebogenen Holzstab gespannt sind. Ein Mundbogen ist eine besondere Form des Musikbogens, bei dem der Spieler seine Mundhöhle wie bei einer Maultrommel zur Verstärkung und Modulation des Klangs verwendet.
Zur weltweiten Verbreitung des Mundbogens siehe den Artikel Musikbogen.

## Bauform und Spielweise
Nach der Art ihrer Schallverstärkung werden Musikbögen in zwei Gruppen eingeteilt: solche mit mindestens einem seitlich angebrachten Resonanzkörper, häufig einer Kalebasse, und Mundbögen, bei denen die Saite oder der Saitenträger an einer bestimmten Stelle an oder in den Mund gehalten wird. Der von seiner Konstruktion äußerst einfache Instrumententyp bietet verschiedene Möglichkeiten, die Saite in Schwingungen zu versetzen und kann dadurch ein breites Klangspektrum erzeugen. Die Saite kann mit den Fingern gezupft, mit einem Stab angeschlagen und mit einem Reibestab oder Streichbogen gestrichen werden. Durch Verformung von Mund und Wangen lassen sich aus den über dem Grundton der Saite liegenden Obertönen einzelne Teiltöne herausfiltern und verstärken, um Tonhöhe und Klang zu verändern. Wird die Saite mit der Hand nachgespannt, ergibt sich ein höherer Grundton, weshalb sich meist an einem Ende der Knoten, mit dem die Saite befestigt ist, leicht lösen lässt. Bei manchen Mundbögen wird die Saite während des Spiels durch seitliches Berühren mit dem Finger verkürzt, um einen höheren Grundton zu erzeugen.
Eine ungefähr 15.000 Jahre alte Höhlenzeichnung in der Drei-Brüder-Höhle in Frankreich zeigt einen Mundbogen spielenden Tänzer. Mundbögen gab es im Alten Griechenland, sie waren die mutmaßlichen Vorläufer der indischen Saiteninstrumente (vina) und sie begleiteten in Japan die Schamanen bei ihren Sitzungen. Bis in die Gegenwart wurden sie in Asien aber nur von den indigenen Völkern Taiwans gespielt, hingegen sind oder waren Mundbögen in der Südsee von Neuguinea bis Hawaii verbreitet. Das größte Verbreitungsgebiet von Mundbögen ist Afrika südlich der Sahara. Dort sind sie in der bantusprachigen Bevölkerung bekannt, ihr Schwerpunkt liegt bei den Khoisan-Sprechern im südlichen Afrika. 
Mundbögen unterscheiden sich prinzipiell nicht von Jagdbögen. Derselbe Bogen kann prinzipiell in beiden Funktionen eingesetzt werden.

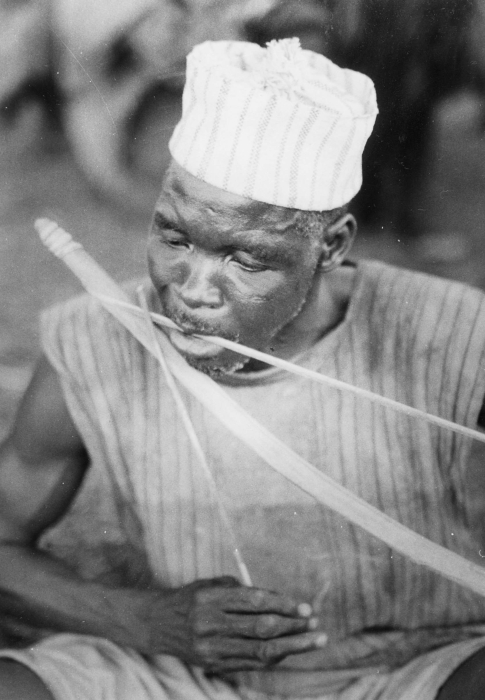
Ein Sanan aus Burkina Faso. Aufnahme des Tropenmuseums Amsterdam, 1970–71

Bei vielen afrikanischen Mundbögen teilt eine etwas außerhalb der Mitte angebrachte Stimmschlinge die Saite in zwei Teile, sodass zwei Töne spielbar werden, die sich in der Regel in der Höhe um etwa einen Ganzton unterscheiden. Die Saitenteilung spricht für eine ursprüngliche Herkunft des Mundbogens von der Erdzither. Die unterschiedlichen Spielweisen hängen mit der Mundposition zusammen:
Der auch als Jagdbogen verwendete Mundbogen ohonji (auch onkhonji) der ǃKung im Süden von Angola wird an einem Ende in den Mund gesteckt. Der etwa einen Meter lange Stab drückt von innen gegen die rechte Wange und wird mit seinem freien Ende nach links unten gehalten, wobei die linke Hand den Stab etwa in seiner Mitte umfasst. Der Spieler schlägt mit einem Stöckchen in der rechten Hand gegen die Saite. Der Ton ist sehr tief. Durch Veränderung des Mundraums kann noch der fünfte bis sechste Partialton verstärkt werden.
Ein anderer, sagaya genannter Mundbogen dieser Region wird etwa in der Mitte des Bogens mit dem Mund berührt. Die Oberlippe drückt fest gegen den Stab, die Unterlippe bewegt sich beim Spielen, als ob der Musiker sprechen würde. Die ǃKung ergänzen den Saitenton häufig durch zusätzliche, mit dem Mund hervorgebrachte Geräuschlaute.
Bei dem nur von den Frauen der Tumbuka in Malawi gespielten Mundbogen mtyangala, der mit einem Plektrum gezupft wird, verläuft die ungeteilte Saite über einen fast geraden Stab aus einem Pflanzenrohr. Dieser Mundbogentyp gehört ursprünglich zur Tradition der Nguni-Ethnien in Südafrika, wo ein entsprechender Mundbogen umqangala genannt wird. Der bei den südafrikanischen Pedi nur von Männern gespielte lekope gehört zu einem besonderen Mundbogentyp, der aus einem dreiteiligen Saitenträger mit einem dickeren Mittelstück besteht und dessen Saite durch eine Stimmschlinge geteilt wird.  
Frauen der Xhosa in Südafrika spielen den umrhubhe, indem sie die Saite mit einem Reibestab streichen. Ein mit dem Mund verstärkter Schrapbogen, bei dem der Spieler mit einem Stab über die geriffelte Seite des Saitenträgers streicht, ist der xizambi der Tsonga. In Südafrika gab es bis um die Mitte des 20. Jahrhunderts die einsaitigen Zither tshidzholo, die ebenfalls mit dem Mund verstärkt wurde. Die Khoisan in Südafrika blasen die Saite des Mundbogens gora an.